# Horizons suspendus
Horizons suspendus est une œuvre de l'artiste français Dominique Labauvie, située à Paris, en France. Installée en 1997 en bordure du bassin de la Villette, il s'agit d'une sculpture monumentale.

## Description
L'œuvre prend la forme d'une sculpture abstraite en fonte de 6 m de haut pour 15 m de long et 3 m de large. Elle repose sur six piliers cylindriques légèrement inclinés vers l'intérieur de la structure, directement enfoncés dans le sol, qui s'incurvent à leur extrémités et se dédoublent ensuite vers l'avant et l'arrière de la sculpture. Le haut de l'œuvre constitue ainsi une structure en forme de vagues.
Une plaque en pierre, incrustée dans le sol à côté de l'œuvre, mentionne le nom de l'œuvre, de l'artiste et du commanditaire, son matériau de réalisation ainsi que la date « 1994 ».

## Localisation
L'œuvre est installée sur le quai de la Seine en bordure du bassin de la Villette, dans le 19e arrondissement de Paris, à mi-distance entre le cinéma MK2 Quai de Seine et la passerelle permettant de franchir le bassin.

## Commande
Horizons suspendus est une commande de la ville de Paris.

## Artiste
Dominique Labauvie (né en 1948) est un sculpteur français.